# Paronychia velata
Paronychia velata är en nejlikväxtart som först beskrevs av René Charles Maire, och fick sitt nu gällande namn av Mohammad Nazeer Chaudhri. Paronychia velata ingår i släktet prasselörter, och familjen nejlikväxter. Utöver nominatformen finns också underarten P. v. subvelata.